# Tonież
Tonież (biał. Тонеж, Tonież; ros. Тонеж, Tonież) – agromiasteczko na Białorusi, w obwodzie homelskim, w rejonie lelczyckim, w sielsowiecie Tonież.

## Warunki naturalne
Tonież położony jest nad Mutwicą, wśród dużego kompleksu leśno-bagiennego. W pobliżu leżą Prypecki Park Narodowy oraz Rezerwat Wodno-Bagienny Stary Żadzien.

## Historia
W Rzeczypospolitej Obojga Narodów leżał w województwie mińskim, w powiecie mozyrskim. Działała tu cerkiew unicka pw. św. Mikołaja, przy której istniała parafia. Pod zaborami przekazana została prawosławnym.
W XIX i w początkach XX w. położony był w Rosji, w guberni mińskiej, w powiecie mozyrskim. Była siedzibą zarządu gminy Tonież.
Po I wojnie światowej pod administracją polską, w Zarządzie Cywilnym Ziem Wschodnich, w okręgu brzeskim, w powiecie mozyrskim, w gminie Tonież.
W wyniku postanowień traktatu ryskiego znalazł się w granicach Związku Sowieckiego. W okresie międzywojennym położony był w pobliżu granicy z Polską. Od 1991 w niepodległej Białorusi.

## Kultura
Tonież był określany jako wieś najbogatsza w pieśni na całym Polesiu. W 1932 badania tutejszego folkloru prowadziła ekspedycja Akademii Nauk ZSRR i Białoruskiej Akademii Nauk. W 1968 utworzono tu znany zespół pieśni ludowej. Obecnie działa on jako ludowy zespół folklorystyczny „Tonieżanka”.
Kultywowanymi obecnie tradycjami wsi są Czyraczka, będąca obrzędem przyzywania wiosny oraz kolędowanie.